# Michał Grudziński

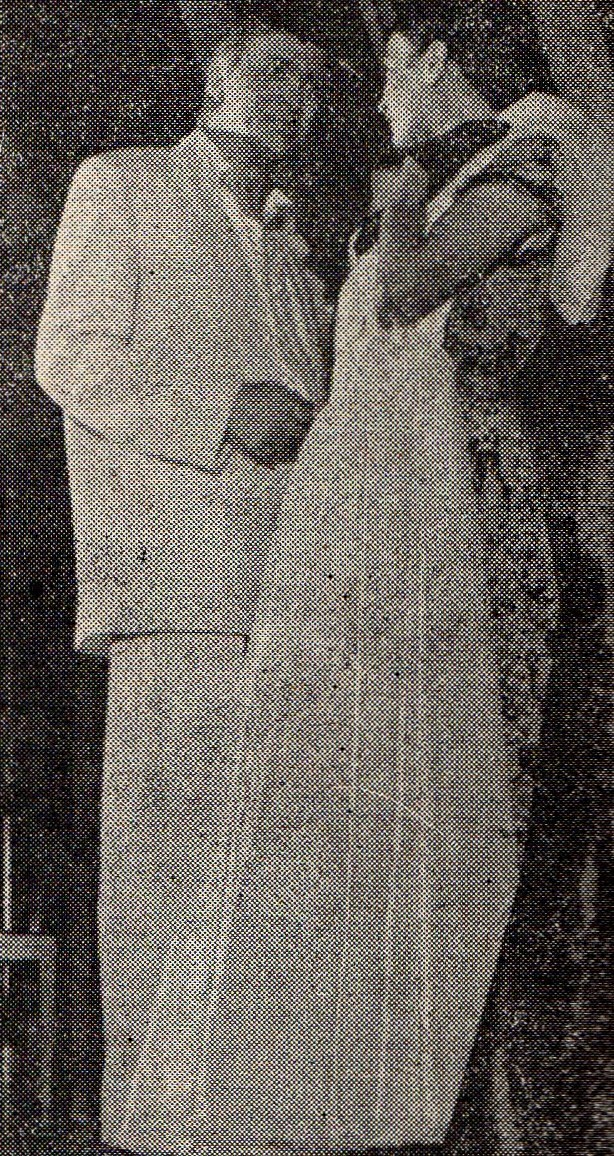
Z Danutą Stenką w Świętoszku (Teatr Nowy w Poznaniu, 1989)

Michał Wojciech Grudziński (ur. 8 lutego 1944 w Warszawie) – polski aktor filmowy i teatralny.

## Życiorys
Rodzice aktora, Tomira Kempińska - absolwentka Sorbony, oraz Roman Grudziński - przedwojenny pisarz i publicysta, byli silnie związani z Poznaniem i Wielkopolską. Podczas okupacji przenieśli się do Warszawy, a następnie na Śląsk. Ojciec Grudzińskiego pochodził z rodziny arystokratycznej, dlatego w metryce urodzenia aktora znajduje się informacja o przysługującym mu tytule hrabiowskim.
Egzamin na studia aktorskie zdał nie mając matury. W 1970 ukończył studia w Państwowej Wyższej Szkole Teatralnej w Warszawie, za namową swojego mistrza i nauczyciela Jana Świderskiego, rozpoczął karierę na deskach teatrów poznańskich. Zadebiutował jednak już podczas studiów, 4 grudnia 1969 rolą Gajewa Leonid Andrejewicza w Wiśniowym sadzie Antona Czechowa w reżyserii Zdzisława Tobiasza.
W latach 1970–1973 pracował w Teatrze Polskim w Poznaniu. Od 1973 występuje w Teatrze Nowym w Poznaniu, gdzie stworzył wiele niezapomnianych ról w spektaklach Izabelli Cywińskiej, której współpracę i znajomość ceni sobie niezwykle wysoko. Do Poznania przeniósł się z Warszawy za namową nauczycieli ze Szkoły Teatralnej. Miał tam pracować tylko tymczasowo, ale w latach 70. kilkakrotnie odmawiał powrotu do Warszawy i podejmowania tam ról.
Spośród ponad stu ról teatralnych na szczególną uwagę zasługują takie kreacje jak Trylecki w Płatonowie Antona Czechowa, Fortynbrasa w Hamlecie Williama Szekspira w reżyserii Waldemara Śmigasiewicza, Eugeniusza w Tangu Sławomira Mrożka w reżyserii Krzysztofa Babickiego, Sorina w Czajce Czechowa w reżyserii Eugeniusza Korina, czy Rotmistrza w Damach i huzarach Aleksandra Fredry w reżyserii Janusza Nyczaka. Grudziński współpracował również z takimi reżyserami jak Aleksander Bardini, Adam Hanuszkiewicz, Conrad Drzewiecki czy Erwin Axer.
Stworzył również około trzydziestu ról filmowych. W filmografii Grudzińskiego szczególnie ważny jest okres współpracy z Andrzejem Żuławskim, u którego zagrał w takich filmach jak Trzecia część nocy oraz Diabeł. Dziś popularność przynoszą mu role w serialach Na dobre i na złe, Rodzinka.pl oraz Świat według Kiepskich.

## Filmografia
- 1971: Trzecia część nocy – karmiciel wszy Marian
- 1972: Diabeł – Ezechiel
- 1975: Noce i dnie – powstaniec
- 1976: Kruk – sprzedawca
- 1976: Romans prowincjonalny
- 1976: Za rok, za dzień, za chwilę...
- 1979: Strachy
- 1983: Dzień kolibra
- 1983: Szkoda twoich łez
- 1988: Powrót do Polski – kapitan Andersch, oficer niemiecki na stacji w Rogoźnie
- 1992: Mama – Nic – wuj Karol (odc. 3)
- 1995: Maszyna zmian – woźny w szkole (odc. 2-3, 5, 7)
- 1996: Maszyna zmian. Nowe przygody – woźny (odc. 5)
- 1997: Polowanie – dozorca z ZOO
- 1998: Ekstradycja 3 – członek sztabu kryzysowego (1 odcinek)
- 1999: Ostatnia misja – doktor Gourvalaine, lekarz Kostynowicza
- 2001–2019: Świat według Kiepskich –
  - profesor doktor Wilczur (odc. 89),
  - nauczyciel Belfegor (odc. 172),
  - biskup Piecyk (odc. 327),
  - biskup (odc. 355),
  - pradziadek (odc. 364)
  - ksiądz (odc. 373, 427, 485, 508, 525, 527, 543, 552),
  - król Polski (odc. 388),
  - ksiądz Stanisław (odc. 415)
  - Walery Kopeć, pradziadek Haliny Kiepskiej (odc. 488)
  - rycerz (odc. 524),
  - starszy pan (odc. 533)
- 2004–2007: Na dobre i na złe – Andrzej Stankiewicz
- 2006: Męczeństwo Mariana – Czaja
- 2009: Naznaczony – Mecenas Drawicz (1 odcinek)
- 2009: Kulisy II wojny światowej (3 odcinki)
- 2009: Gwiazdy w Czerni – Znachor
- 2011–2016: Rodzinka.pl – Zenon Lipski
- 2012: Prawo Agaty – sędzia w sprawie Wojciechowskiej (odc. 12)
- 2013: Poezja i maszyny – Hipolit Cegielski
- 2016: Na noże – Zygmuny Hoffman
- 2019: Mowa ptaków – dyrektor
- 2021–2022: Komisarz Mama – Edmund Bogusławski
- 2023: Święty – ksiądz

## Nagrody i odznaczenia
- 1975: Nagroda TPPR za rolę Barona w „Na dnie” Gorkiego[4]
- 1976: Opole - II Opolskie Konfrontacje Teatralne - nagroda za rolę Bałandaszka w dramacie „Oni” Stanisława Ignacego Witkiewicza w reżyserii Izabeli Cywińskiej w Teatrze Nowym w Poznaniu
- 1978: Odznaka „Zasłużony Działacz Kultury”
- 1980: Honorowa Odznaka m. Poznania[4]
- 1980: Poznań - Medal Galerii Nowej za kreacje sceniczne, filmowe i telewizyjne
- 1983: Brązowy Krzyż Zasługi
- 1984: Opole - X OKT - nagroda za rolę Wicherkowskiego w „Domu otwartym” Michała Bałuckiego w Teatrze Nowym w Poznaniu
- 1985: Nagroda „Biały Bez”
- 1986: Odznaka Honorowa Miasta Poznania
- 1987: Wrocław - XXVI FPSW - wyróżnienie za role: Badedaja w „Zorzy” Bogusława Schaeffera i Wielkoluda w „Wielkoludach” Andrzeja Maleszki w Teatrze Nowym w Poznaniu
- 1989: Opole - XV OKT - nagroda za rolę tytułową w „Świętoszku” Moliera w Teatrze Nowym w Poznaniu
- 1995: Kalisz - XXXV KST - Festiwal Sztuki Aktorskiej - nagroda za rolę Herzla w przedstawieniu „Mein Kampf” George’a Taboriego w Teatrze Nowym w Poznaniu
- 2002: Odznaka za zasługi dla woj. wielkopolskiego
- 2002: Poznań - Srebrna Maska, nagroda Loży Patronów Teatru Nowego w Poznaniu dla najlepszego aktora sezonu 2001/02 za rolę Króla Berengera I w przedstawieniu „Król umiera czyli ceremonie"Ionesco
- 2002: Poznań - Nagroda marszałka województwa wielkopolskiego z okazji Międzynarodowego Dnia Teatru
- 2005: Złoty Krzyż Zasługi
- 2006: Srebrny Medal Zasłużony Kulturze-Gloria Artis[5]
- 2012: Poznań - Srebrna Maska za rolę Misia w spektaklu „Peep show"